# Dora (Ukrajna)
Dora (ukrán betűkkel Дора) egykori falu Ukrajnában, jelenleg Jaremcse város része.

## Elnevezése
A nevének eredete ismeretlen:
- Dora Hajkinyáról kapta, aki az első fogadót nyitotta a faluban
- megszentelt kenyér
- a „Dor” megtisztított szántóföld szóból

## Történelem
A telepítés alapításának ideje ismeretlen. Az első írásos emlék 1618-ból való. Jelenleg Jaremcsa város része.

## Közlekedés
A települést érinti az Ivano-Frankivszk–Deljatin–Rahó-vasútvonal.

## Személyek
- Vaszil Bajurak (1722–1754) betyár, az 1745–1754 közötti felkelés vezetője, Oleksza Dovbus támogatója.

## Galéria
- Illés próféta templom, belülről
- Illés próféta templom, egyik ikonja
- Szent András kolostor
- Az Ukrán görögkatolikus egyház mártírjainak emlékműve a Szent András kolostorban
- Mihály arkangyal templom
- Ismeretlen eredetű, ősi monolit GPS & térkép
- Ismeretlen felirattal ellátott ősi kő jelzés GPS & térkép